# Петру
Пе́тру (рум. Petru, МФА: [ˈpɛtrʊ]) — румунське чоловіче особове ім'я. Походить від грецького імені Петр (грец. Πετρος, Petros, «камінь, скеля»). Аналог українського імені Петро. Поширений у Румунії та Молдові. Інші румунські форми — Петре (рум. Petre), Петру (рум. Pătru). Від імені походять патроніми Петреску (рум. Petrescu), Петрішор (рум. Petrișor), Петріке (Petrică) тощо.

## Особи
- Петру I — воєвода молдавський (1375—1391).
- Петру II — воєвода молдавський.
- Петру III — воєвода молдавський.